# Giovanni Puggioni
Giovanni Puggioni, född den 19 mars 1966, är en italiensk före detta friidrottare som tävlade i kortdistanslöpning.
Puggionis främsta merit är att han tillsammans med Ezio Madonia, Angelo Cipolloni och Sandro Floris ingick i Italiens stafettlag på 4 x 100 meter som blev bronsmedaljörer vid VM 1995 i Göteborg.
Han deltog vid VM 1997 där han nådde kvartsfinalen på 200 meter. 

## Personliga rekord
- 100 meter - 10,36 från 1995
- 200 meter - 20,44 från 1997